# Azazello
Azazello (in russo Азазе́лло) è un personaggio del romanzo Il maestro e Margherita di Michail Bulgakov. È un demone membro del seguito di Woland, addetto a minacce e intimidazioni e alla loro messa in pratica.

## Descrizione
La descrizione più completa del suo aspetto è data dall'autore nella scena in cui egli incontra Margherita nella Piazza del Maneggio. Visto con la focalizzazione di lei, Azazello
Azazello è un tiratore dalla bravura sovrumana: Korov'ev lo dice in grado di colpire, in un bersaglio, «a scelta, uno qualunque dei precordi o uno qualunque dei ventricoli». Poco dopo, Azazello stesso dà una prova della sua abilità, colpendo di spalle con una rivoltella un punto preciso su una carta da gioco nascosta sotto un cuscino.

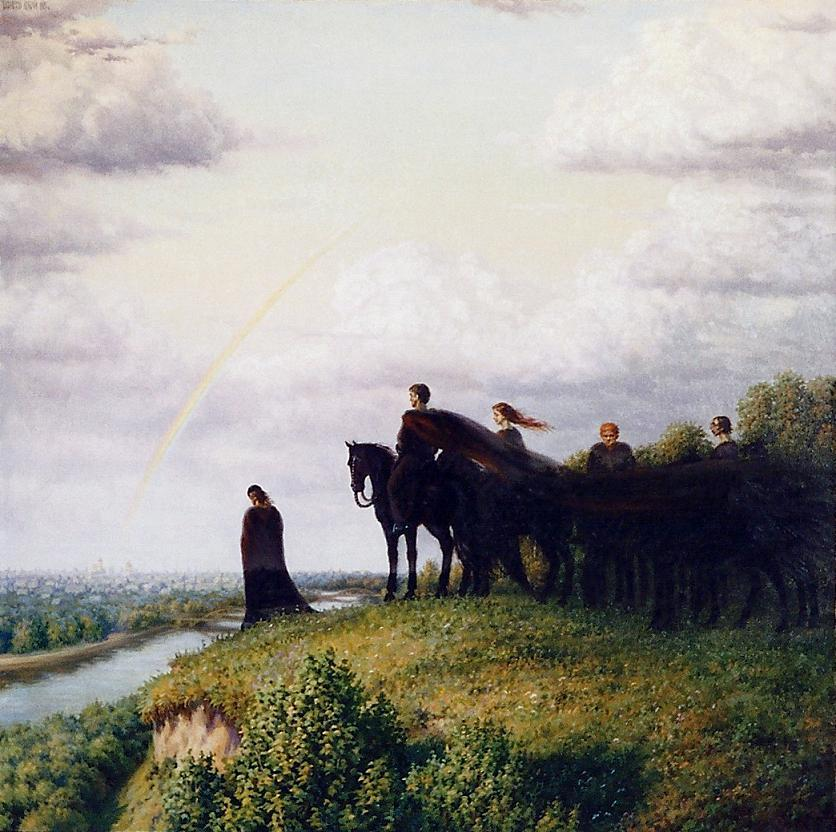
La scena finale del romanzo. Azazello è il secondo da destra.

Nella scena finale della cavalcata, in cui i vari personaggi al seguito di Woland abbandonano le spoglie indossate lungo la storia per apparire con aspetto più veritiero, anche Azazello perde le sue sembianze comiche, risultando ora ominoso e drammatico:

## Origini
Il personaggio di Azazello, almeno nel nome, trae le sue origini probabilmente da Azazel, misteriosa figura di angelo caduto presente in alcune correnti di ebraismo e cristianesimo.